# Soko (ort i Indonesien)
Soko är en ort i Indonesien.   Den ligger i provinsen Jawa Timur, i den västra delen av landet, 600 km öster om huvudstaden Jakarta. Soko ligger 28 meter över havet och antalet invånare är 25 494.
Terrängen runt Soko är platt, och sluttar norrut. Runt Soko är det tätbefolkat, med 947 invånare per kvadratkilometer. Närmaste större samhälle är Mojokerto, 2,0 km norr om Soko. Trakten runt Soko består till största delen av jordbruksmark.